# Villa Looyen
De Villa Looyen is een vrijstaand woonhuis in het duingebied van Aerdenhout in de gemeente Bloemendaal in de Nederlandse provincie Noord-Holland uit 1948-1950, ontworpen door de architecten Bernard Bijvoet en Gerard Holt.
De tuin bij de villa is ontworpen door Mien Ruys.
In 2007 werd deze villa door de Nederlandse minister van Onderwijs, Cultuur en Wetenschap opgenomen in de Top 100 Nederlandse monumenten 1940-1958, in de categorie "Onderdak", vervolgens werd het huis in 2011 als rijksmonument aangewezen.